# Narsaq Heliport
Narsaq Heliport är en Helikopterflygplats i Grönland (Kungariket Danmark). Den ligger i den södra delen av Grönland, 500 km sydost om huvudstaden Nuuk, 228 meter över havet.
Terrängen runt Narsaq Heliport är kuperad. Havet är nära Narsaq Heliport åt sydväst.

## Bilder

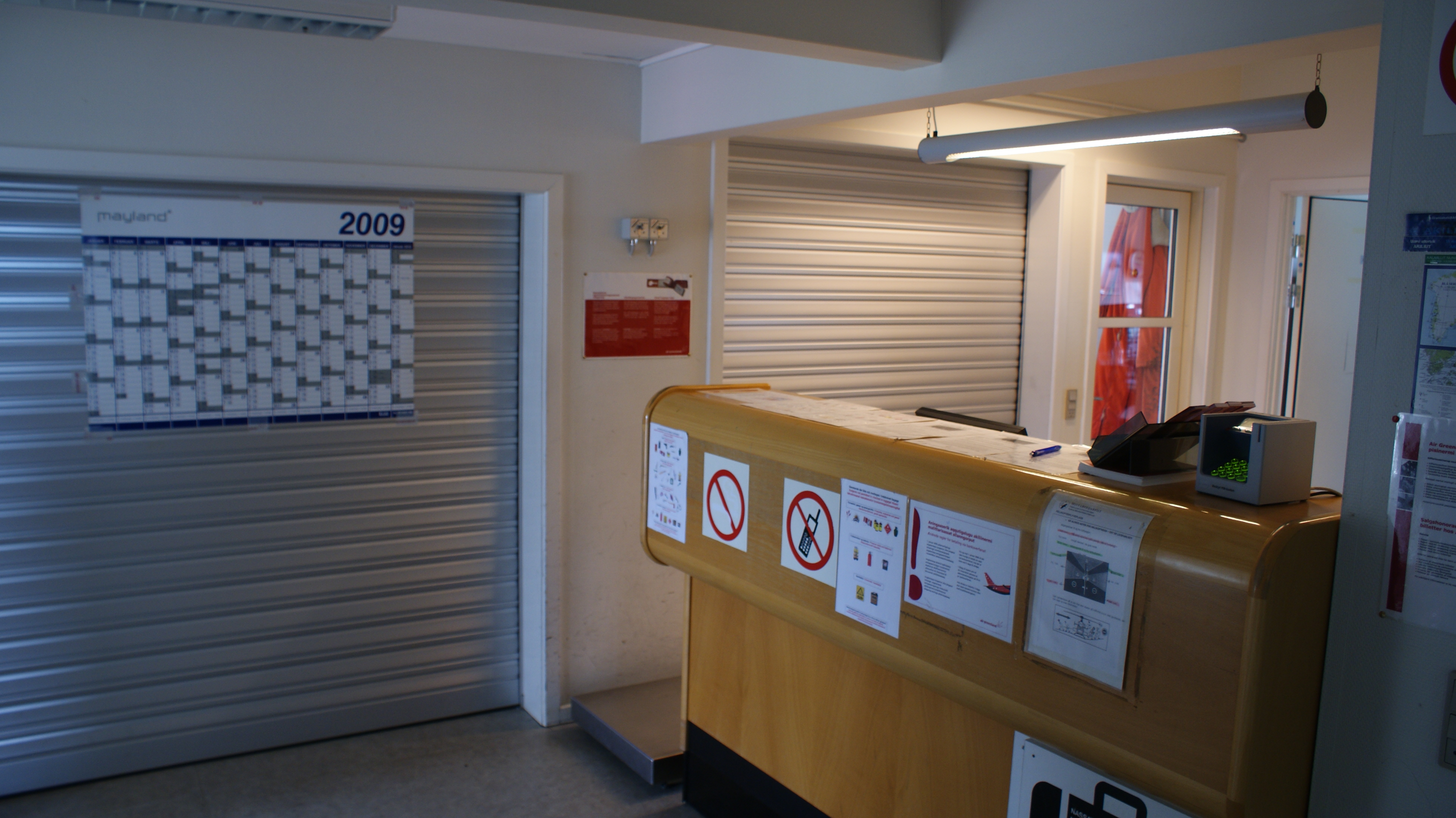
Air Greenland check-in
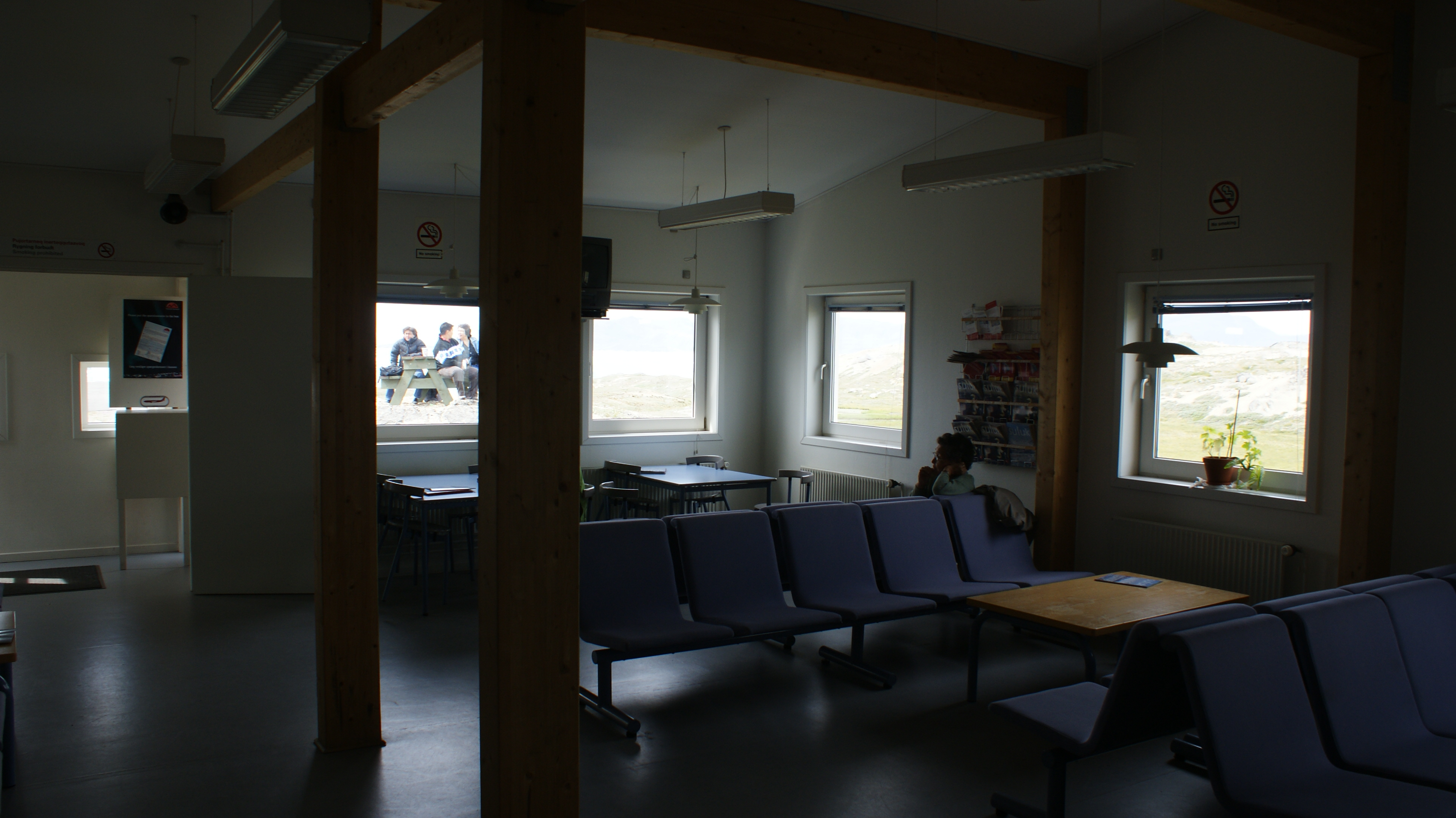
Departure lounge
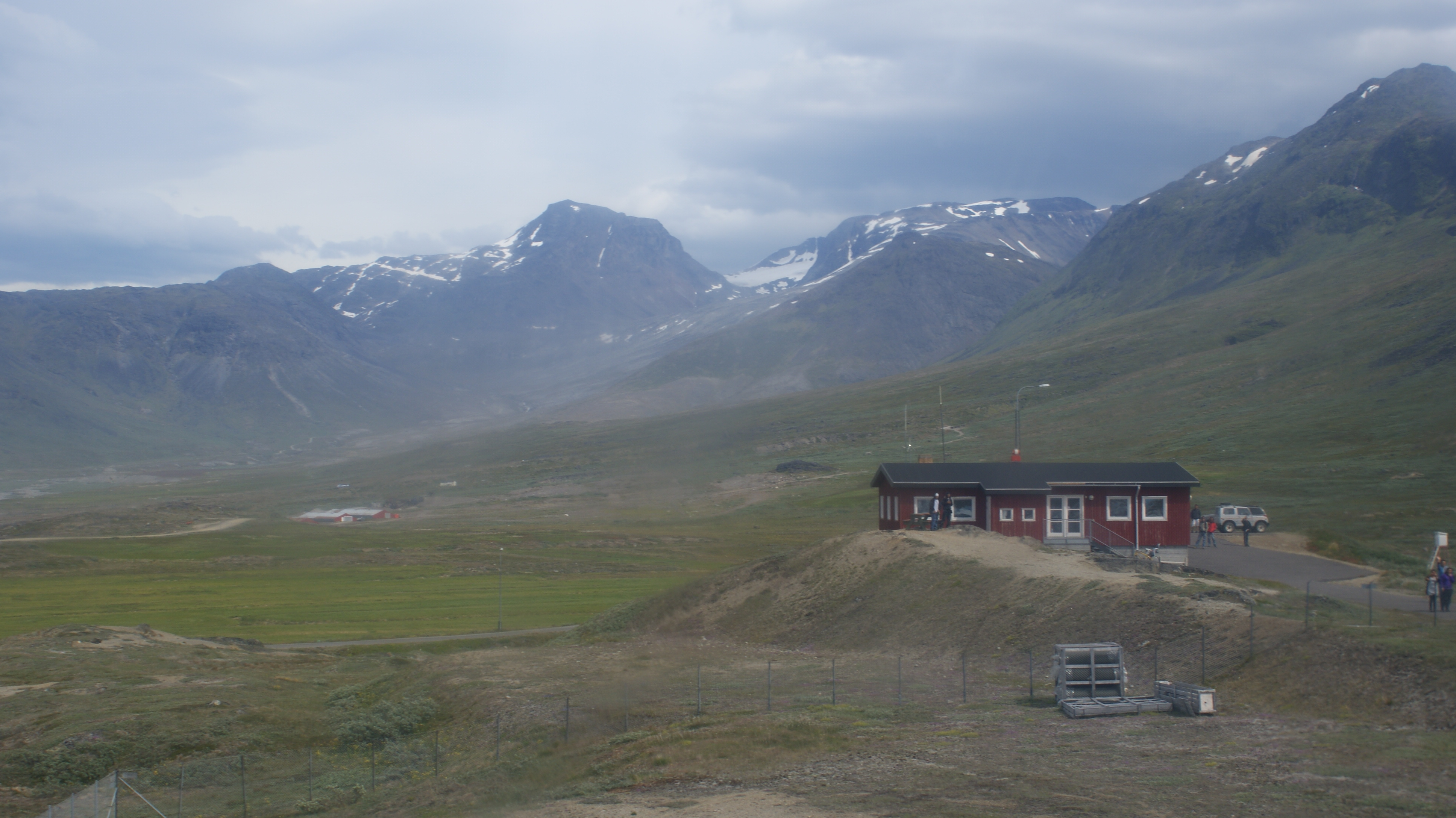
Vy över heliporten